# Shimoku Kio
Shimoku Kio (木尾士目 Kio Shimoku?) es un artista de manga de origen japonés mayormente conocido por su obra Genshiken, publicado en Japón por la revista Afternoon y por Del Rey Manga en los Estados Unidos.

## Trabajos
Todos los trabajos de Shimoku aparecieron en la revista mensual Afternoon.
- Ten no Ryōiki (点の領域), (1994) - Ganó el segundo lugar en el Afternoon Shiki Prize
- Kagerō Nikki (陽炎日記), (1995–1996)
- Yonensei (四年生), (1997–1998)
- Gonensei (五年生), (1998–2001)
- Kurachikatto no Machi (クラチカットの街), (2002)
- Genshiken (げんしけん), (2002–2006 (manga), 2004 y 2007 (anime), 2006-2007 (OVAS))
- Kujibiki Unbalance (くじびき♥アンバランス), (2004, 2006 (anime), 2006-2007 (manga)) (creador original)
- Sayonara Zetsubou Sensei (さよなら絶望先生), (2007 y 2008 (anime), 2008-2009 (OVAS))
- Digopuri (ぢごぷり), (2008-)
- spoted flower (2009-)